# ドロップゴール

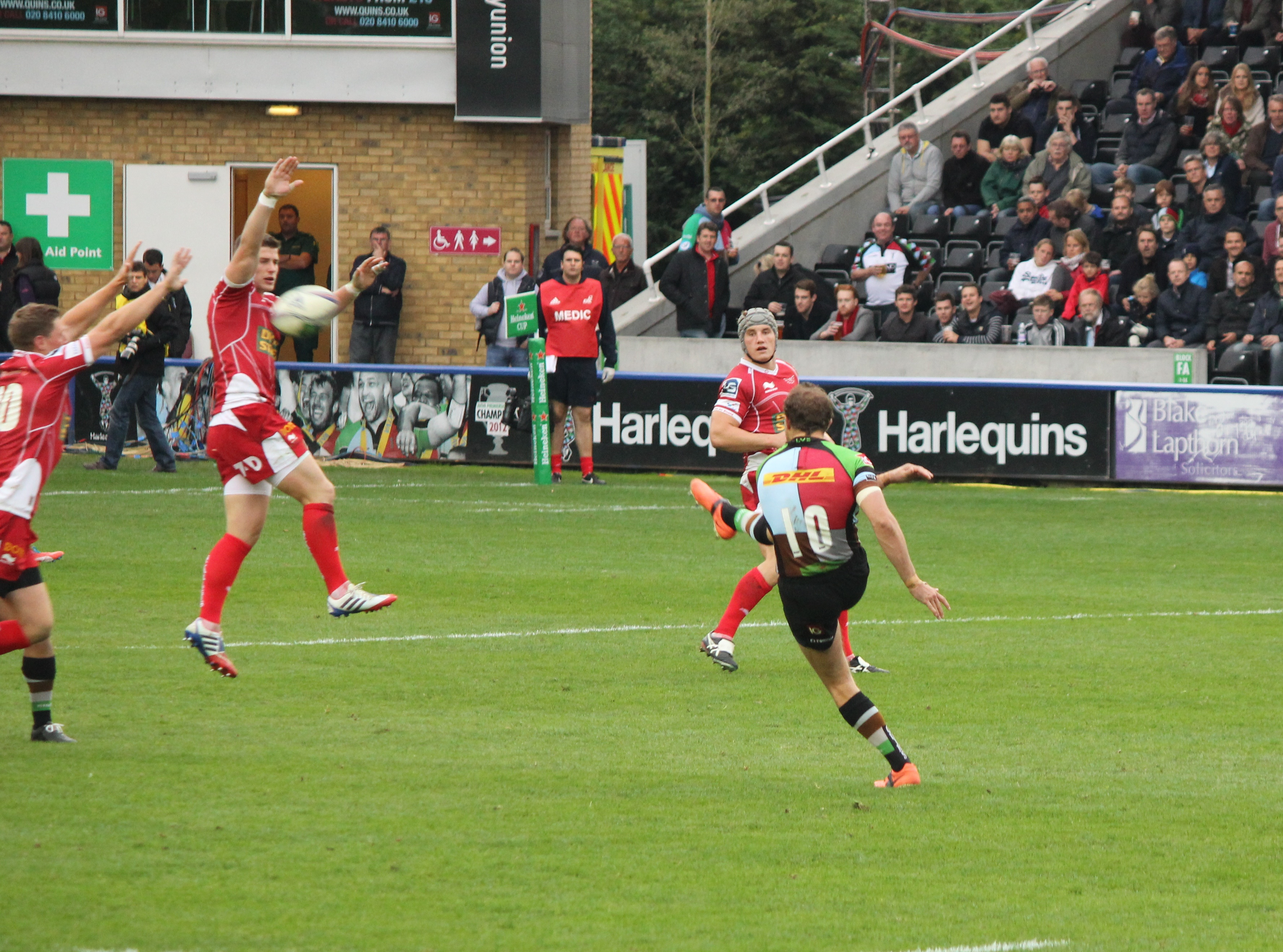
ラグビーユニオンの試合においてドロップゴールを蹴るNick Evans（ハーレクインズ）

ドロップゴール (英: drop goal) またはフィールドゴール (field goal) は、ラグビーユニオンおよびラグビーリーグにおいて得点する方法の一つである。まれに、アメリカンフットボールおよびカナディアンフットボールにおいても見られる。
ドロップゴールはボールをドロップキックしてクロスバーの上かつゴールポストの間を通過させることによって得られる。キック後、ゴールを通過する前にボールがグラウンドに触れてはならないが、クロスバーあるいはゴールポストには触れてもよい。ドロップゴールによって、ラグビーユニオンでは3点、ラグビーリーグでは1点が得られる。
ドロップゴールが成功した場合、プレーは止まり、得点しなかったチーム（7人制ラグビーユニオンでは得点したチーム）がハーフウェイからのキックによってプレーを再開する。キックが成功しなかった場合、このキックに対してオフサイドルールが適用され、通常のプレー停止に至るまでプレーは継続する。得点を試みているため、大抵の場合はボールはデッドあるいはタッチに出る。守備側はキッカーがボールを保持している間はタックルしてもよいし、キックされたボールのチャージダウンを試みてもよい。

## ラグビーユニオン
ラグビーユニオンの国際統括団体であるワールドラグビーは、この得点方法を出版物において「ドロップト・ゴール (dropped goal)」と呼んでいるが、一般的には「ドロップゴール」と省略される。

### 戦術的な使用
ドロップゴールは、ラグビーユニオンでは3点が得られるため、トライ（5点、コンバージョンキックにより2点さらに加点する機会が得られる）およびペナルティーキック（3点）と比べて、比較的価値のある得点方法である。この価値のため、チームは試合のどの時点でもドロップゴールを試みることができる。チームがトライを取れる能力があると考えている場合は特に、コンバージョンキックと合わせて7点を得られるトライが今でも最も魅力的な得点方法である。
リードが小さいチームは、相手との点差を7点より広く保つためにしばしばドロップゴールを使用する。
一部のチームは相手陣地の22メートルラインに近付くと毎回得点を確保する戦術を取る。ある時間内にトライを奪えなかった場合や、相手チームに規律があり反則を犯さなかった場合は、ドロップゴールを試みる。
時折、トライラインを守っているチームはルーズボールを急いでキックしてクリアを行い、このボールがフィールドの中央へと転がることがある。これらの状況において、攻撃チームはボールを受け取った場所がどこであろうともこの機に便乗した長距離ドロップゴールを試みることがある。
チームはしばしばハーフタイムの直前、特にそろそろプレーが止まりそうだと考えている場合や、ボールを前に運ぶことができないと感じている場合に、ドロップゴールを試みる。
レフェリーが反則の後にプレーの継続を認めるが、与えられたチームが十分な「アドバンテージ」を得なかったと判断された場合に反則の時点にプレーが戻るアドバンテージルールは、ドロップゴールを試みる魅力的な状況となりうる。チームがペナルティーアドバンテージの下でプレーし、ドロップゴールが失敗したとすると、レフェリーは元のペナルティーへとプレーを戻す。次にチームは3点を得るための第二のチャンスを手にするペナルティーゴールを選択することができる。

### 点数
ドロップゴールは3点の価値がある。1948年より前は4点が得られた。時々、一部のラグビー解説者からドロップゴールの価値を減らすべき、あるいはその他の方法で制限、妨げるべきだという提案がなされている。

### フィールドゴール
ドロップゴールはフィールドゴールと呼ばれることもある。しかしながら、ラグビーユニオンにおけるこの用語の使用は誤りであり、フィールドゴールはゴールを得る現在は廃れた形式を意味する。フィールドゴールは、（ドロップゴールがボールをドロップキックした時に得られるのとは対照的に）インプレーだがグラウンド上にあるボールをキックしてゴールした時の得点形式であった。これは「博打」と呼ばれることもあり、1906年に禁止された。

## ラグビーリーグ
オーストラリアのラグビーリーグでは、ドロップゴールではなく、フィールドゴールという用語が通常使われている。ラグビーユニオンとは異なり、ラグビーリーグにおけるドロップゴールはわずか1点の価値しかない。このため、ドロップゴールは主に試合の最終段階に同点の状況を破るため、あるいはトライとコンバージョンを合わせた点数（6点）よりもリードを広げるために使用される。
オーストララシアのナショナルラグビーリーグにゴールデンポイントルールが導入されると、ドロップゴールはしばしば勝利を確かなものにしたい時の第一選択となる。

## その他のフットボールコード
ドロップキックによるフィールドゴールは、稀であるが、現在もアメリカンフットボールおよびカナディアンフットボール、その他のラグビーフットボールから派生したフットボールコードにおいて認められている。どちらのスポーツにおいても、フィールドゴール（3点）あるいはトライ（1点）を得るために使うことができる。ラグビーボールとアメリカンならびにカナディアンフットボールの形状はどちらも長球であるものの、アメリカンフットボールとカナディアンフットボールは徐々により細長く、より尖った形状に変化し、ドロップキックを行うことがより困難な形状となった。プロのアメリカンフットボールの試合においては、2006年1月1日のレギュラーシーズン最終戦ニューイングランド・ペイトリオッツ対マイアミ・ドルフィンズ戦においてエキストラポイントの状況でダグ・フルーティがドロップキックを成功させたのが最後である。これ以前は、1941年のレギュラーシーズンの試合で成功したドロップキックが最後であった。フルーティのキックは彼の引退試合に行われ、フルーティのポジションはクォーターバックであったため、彼が普段試合中にボールをキックすることはなかった。